# Ernest-Éloi Boinvilliers
Pour les articles homonymes, voir Boinvilliers (homonymie) et Forestier (homonymie).
Ernest Éloi Forestier dit Boinvilliers, né le 15 frimaire an VIII (6 décembre 1799) à Beauvais et mort le 12 mars 1886 à Lamotte-Beuvron, est un avocat français.

## Biographie
Élevé par son père, le grammairien  Forestier Boinvilliers, après sa mise à la retraite prématurée, en 1816, par la Restauration, qui lui a transmis, avec la culture littéraire la plus soignée, la tradition d’un amour pour les idées libérales et pour les principes de la Révolution française.
Ayant suivi les cours de l’École de droit, il embrasse la carrière du barreau, il débute, à vingt et un ans, devant le tribunal de la ville de Versailles, d’où était originaire son père, et se fait inscrire au stage du barreau de Paris, en 1822. La même année, il est, avec Chaix d'Est-Ange le plus
jeune des avocats de la défense dans le très médiatique procès des quatre sergents de La Rochelle. Il s’est acquis par sa science et son talent, une autorité telle parmi ses confrères, qu’il est devenu à Paris l’émule de ceux qui se faisaient le plus remarquer par leur patriotisme et leur éloquence.
En même temps qu’il défend les opposants au gouvernement de la Restauration, il devient, en politique, l’un des chefs du parti le plus déterminé à tout entreprendre pour relever le drapeau tricolore en France. Impliqué, dans les années 1820, dans le carbonarisme, il continue de donner une part de lui-même aux études de sa jeunesse en publiant le Code moral, en 1825, suivi des Extraits de Tacite; en 1826, et, bientôt après, des Principes et Morceaux choisis d’éloquence judiciaire.
Lors de la révolution de juillet, il fait partie, au soir du 31 juillet 1830, six jeunes républicains qui rencontrent, au Palais-Royal, le futur Louis-Philippe, la veille du jour où il allait commencer d’être roi, pour tenter, sans succès, d'obtenir des institutions républicaines de ce prince. Le matin du 6 aout, il va remettre à Guizot le programme de ses camarades réclamant « une Constitution républicaine avec forme royale », soumise à l’approbation du pays dans les six mois, et une marche hardie vers le Rhin. Il quittera plus tard le parti .
Nommé peu après avocat de la ville de Paris, il entre, à l’âge de 32 ans, au Conseil de l’ordre des avocats, en 1831. Quatorze élections successives l’y ayant maintenu, il remplissait alors au Palais, depuis 1840, les fonctions honorifiques de juge suppléant, et avait la présidence du Comité consultatif du département de la Seine pour les affaires contentieuses, lorsqu’il a été nommé bâtonnier de l’ordre, en 1848.
Sans avoir jamais été élu député, il traverse le règne de Louis-Philippe, entre un gouvernement qui n’avait pas ses sympathies, et des partis qui n’avaient pas sa confiance. Capitaine de la garde nationale, il combattait vaillamment les émeutes. Son sabre rentré dans le fourreau, il gourmandait durement le pouvoir et les ministres. En 1838, il défend le général de Brossard sommairement relevé de son commandement par Bugeaud et renvoyé en France, devant un conseil de guerre à Perpignan, étrille ce dernier.
Ardent libéral, lors de la Révolution de 1830, La Révolution de 1848 le retrouve assagi. « L'histoire ne date les révolutions que du jour où
elles finissent… », dit-il alors. Candidat opposé par les électeurs libéraux au général Jacqueminot, dans le deuxième arrondissement de Paris, aux élections de 1842, il est élu, à une forte majorité, sur la liste de l’Union des partis modérés, aux élections complémentaires du 8 juillet 1849, à l’Assemblée Législative, où il vote avec la droite. Rapporteur de la loi sur la convocation de la haute cour à Versailles et de la loi sur les clubs, il est sans cesse chargé de travaux importants dans les grandes commissions de l’Assemblée.
Rallié à Napoléon III, après le coup d'État du 2 décembre 1851, la dissolution de l’Assemblée législative et l’appel au pays, il est, sous le Second Empire, successivement nommé membre de la Commission consultative et conseiller d'État, attaché à la section des finances. Resté douze ans au Conseil, il a été élevé à la dignité de sénateur au mois d’octobre 1861, après avoir été nommé, en 1855, président de la section des finances ; en 1857, président de la section de l’Intérieur, de l’Instruction publique et des cultes; en 1863, président de la section des travaux publics, de l’agriculture et du commerce du Conseil d’État.
Outre les fonctions ordinaires de conseiller et de président de section, il a rempli celles de président de la Commission des pétitions adressées à l’Empereur (1853) ; de vice-président de la Commission pour l’établissement des Transatlantiques (1855) ; de président de la Commission mixte des travaux publiés (1857) ; de président de la Commission chargée de répartir les 40 millions de prêts faits à l’industrie (1860) à la suite du traité de commerce conclu avec l’Angleterre ; de membre du Conseil supérieur de la Société du Prince Impérial (1862) et de membre du Comité consultatif des chemins de fer. Enfin, le 5 octobre 1864, il a été élevé à la dignité de sénateur de l’Empire.
Au Sénat, son talent d’orateur lui a fait jouer un rôle des plus brillants dans la discussion relative à la contrainte par corps. Adversaire de la loi d’abolition, il a soutenu l’avis qu’il fallait la renvoyer à un nouvel examen du Corps législatif et saisir cette occasion de faire connaitre au pays la force de résistance et le pouvoir modérateur du Sénat.
En 1870, dès le début de l’invasion, à un âge où l’on ne fait plus la guerre, il s’enrôle comme simple soldat dans l’armée qui défendait les abords de Paris, et fait son devoir, sans accepter aucun grade, sans vouloir aucune récompense. Il était déjà chevalier de la légion d'honneur depuis 1849, officier depuis 1856, commandeur depuis 1860 et grand officier depuis 1869. Son fils Ernest devait succomber, deux ans plus tard, auprès de son père, aux fatigues et aux souffrances  de cette guerre. Son autre fils, Édouard, maitre des requêtes au Conseil d'État, a laissé plusieurs ouvrages estimés sur l’histoire et sur l’économie politique.
Fidèle à Louis-Napoléon Bonaparte, il se retire de la vie politique, après la proclamation de la République, le 4 septembre 1870. Retiré en son château de Beauval, près la Motte-Beuvron, il y a fini ses jours.

## Œuvres littéraires
- Beautés de Tacite, ou Choix des morceaux et des pensées les plus remarquables de cet historien sur la morale, la philosophie et la politique, avec la traduction en regard…, Paris, A. Eymery, 1825, in-8°, 416 p. (BNF 30121085)